# Březno, Mladá Boleslav
Březno là một chợ huyện thuộc huyện Mladá Boleslav, vùng Středočeský, Cộng hòa Séc.